# 林茂男
林 茂男（はやし しげお、1967年〈昭和42年〉5月28日 - ）は、日本の政治家。新潟県南魚沼市長（3期）。元南魚沼市議会議員（2期）。

## 概要
新潟県南魚沼市出身。1986年、新潟県立六日町高等学校卒業。明治大学政治経済学部二部卒業、1996年に石打丸山観光協会会長（28歳）、南魚沼観光組合連合会会長を歴任。2009年（平成21年）に南魚沼市議会議員に初当選（42歳）。2016年（平成28年）11月20日、南魚沼市長に当選。11月28日、第2代南魚沼市長に就任。
※当日有権者数：48,401人 最終投票率：64.26%（前回比：－4.36pts）
| 候補者名 | 年齢 | 所属党派 | 新旧別 | 得票数   | 得票率 | 推薦・支持 |
| -------- | ---- | -------- | ------ | -------- | ------ | ---------- |
| 林茂男   | 49   | 無所属   | 新     | 16,665票 | 54.4%  |            |
| 山田勝   | 60   | 無所属   | 新     | 10,166票 | 33.2%  |            |
| 今井久美 | 64   | 無所属   | 新     | 3,805票  | 12.4%  |            |

2020年（令和2年）11月15日の同選挙で衆議院議員黒岩宇洋の弟でフリージャーナリストの黒岩揺光を大差で破り再選。
※当日有権者数：46,282人 最終投票率：65.06%（前回比：+0.8pts）
| 候補者名 | 年齢 | 所属党派 | 新旧別 | 得票数   | 得票率 | 推薦・支持 |
| -------- | ---- | -------- | ------ | -------- | ------ | ---------- |
| 林茂男   | 53   | 無所属   | 現     | 22,534票 | 75.74% |            |
| 黒岩揺光 | 39   | 無所属   | 新     | 7,217票  | 24.26% |            |